# Ограбление Бринкс-Мэт
Ограбление Бринкс-Мэт (англ. Brink's-Mat robbery) — преступление, произошедшее в международном центре торговли Хитроу (Лондон, Великобритания) 26 ноября 1983 года, и ставшее одной из крупнейших краж в британской истории. Со склада, управляемого Бринкс-Мэт, совместным предприятием американской охранной компании Бринкс (Brink’s) и лондонской компании Мэт Транспорт (MAT Transport), были похищены золотые слитки, бриллианты и наличные деньги на сумму 26 миллионов фунтов стерлингов (эквивалент 93,3 миллионов фунтов стерлингов по курсу 2021 года). Слитки были собственностью банка Johnson Matthey. Микки МакЭвой и Брайан Робинсон были осуждены за вооруженное ограбление. Большая часть золота так и не была возвращена. Страховщик Lloyd’s of London возместил убытки, также с этим делом связаны несколько смертей в результате перестрелок.

## Ограбление
В 06:40 26 ноября 1983 года шестеро грабителей ворвались на склад Бринкс-Мэт, в 7-й блок международного торгового комплекса Хитроу недалеко от аэропорта Хитроу в Западном Лондоне.
Банда проникла на склад с помощью охранника Энтони Блэка, причастного к ограблению. Оказавшись внутри, они облили персонал бензином и угрожали им зажженной спичкой, если они не назовут комбинацию номеров хранилища. Грабители планировали украсть около трёх миллионов испанских песет (около 1 миллиона фунтов стерлингов) наличными, но вместо этого они нашли три тонны (3000 кг) слитков чистого золота вне главного хранилища в виде 6840 слитков в 76 картонных коробках. Золото хранилось на складе всю ночь, а на следующий день должно было быть отправлено в Гонконг. Кроме того, они украли 1000 карат бриллиантов и дорожные чеки на сумму 250 000 долларов. Их общая добыча составил 26 млн фунтов стерлингов (что эквивалентно 93,3 млн фунтов стерлингов по курсу 2021 года) в виде золота, бриллиантов и наличных денег.
Впоследствии это ограбление было названо «преступлением века».

## Аресты
Через два дня после ограбления некая пара увидела раскаленный добела тигель, работающий в садовой хижине на соседнем участке недалеко от Бата, в графстве Сомерсет. Заподозрив, что это связано с похищением слитков, они немедленно сообщили в полицию. Когда прибыли полицейские, им показали хижину, но они сказали, что это дело находится вне их юрисдикции, и заявили, что передадут информацию в подразделение полиции, ответственное за этот район. Ту самую пару никогда не просили давать показания ни в полиции, ни в суде. Не было дано никаких объяснений того, почему полиция немедленно не отреагировала на эту наводку.
Вскоре полиция установила, что сестра Блэка жила с Брайаном Робинсоном, фигурировавшим в файлах разведки Flying Squad. В декабре 1983 года Блэк признался в пособничестве ограблению и подстрекательстве к нему, предоставив им отпечатки ключа от главной двери и сообщив им подробности мер безопасности, и став информатором. Он опознал своего зятя Брайана Робинсона среди одного из грабителей. Через десять дней после ограбления были арестованы Робинсон и Микки Макэвой. Также был арестован за ограбление Энтони Уайт, но позже он был оправдан.
В январе 1985 года в Бате в жилом доме во время обыска была найдена печь, но хозяин дома, Джон Палмер, ювелир и торговец слитками, находился в отпуске на Тенерифе. Были арестованы его бывшие партнеры Гарт Чаппелл и Терренс Патч. Внезапное перемещение 13 миллионов фунтов стерлингов через отделения Barclays Bank в районе Бристоля скорее всего привлекло внимание Банка Англии, который и проинформировал полицию, хотя сам Банк Англии отрицал это.
МакЭвой доверил часть своей доли компаньонам Брайану Перри и Джорджу Фрэнсису. Перри нанял Кеннета Нойе, который был экспертом в своей области, чтобы избавиться от золота. Нойе переплавил слиток, переделав его для продажи, смешав с медными монетами, чтобы скрыть следы.
За Нойе было установлено наблюдение полиции. В январе 1985 года он столкнулся с детективом-констеблем Джоном Фордхэмом на территории своего дома и нанес ему 10 ножевых ранений, в результате чего детектив скончался. Нойе утверждал, что убил Фордхэма в порядке самообороны, потому что последний на него напал. В результате судебного разбирательства присяжные признали Ноя невиновным в убийстве. В доме в то же время также находился Брайан Ридер, который предстал перед судом за убийство, но он тоже был оправдан.
В 1986 году семеро, включая Ноя, Ридера, Чаппелла и Патча, предстали перед судом за сбыт краденного золота, при этом Нойе был обвинен в организации мероприятий по отмыванию доходов ограбления.
Палмер был депортирован из Бразилии в Великобританию в 1986 году и предстал перед судом в 1987 году. В суде Палмер сказал, что не знал, что золото было связано с ограблением, и с него сняли все обвинения.
Другой подозреваемый, Джон Флеминг, был задержан в Майами в 1986 году после депортации из Коста-Рики, куда он прибыл после высылки из Испании. Впоследствии он был депортирован из США в Великобританию в 1987 году и обвинен в незаконном обороте 840 000 фунтов стерлингов. Несмотря на попытки допросить его в течение трёх лет, его дело в суде было прекращено из-за недостаточности улик всего за 25 секунд.
В 1988 году девять человек, включая Перри, адвоката Майкла Релтона и Кэтлин, жену МакЭвоя, были арестованы и преданы суду за сговор с целью сбыта краденого. Релтона обвинили в переправке 7,5 миллионов фунтов стерлингов контрабандным путем через Швейцарию и Лихтенштейн в Великобританию, чтобы инвестировать в растущий лондонский сектор недвижимости в Доклендсе. Присяжные не смогли вынести вердикт Перри, ему предстояло повторное судебное разбирательство. Десятый человек, застройщик Гордон Парри, также считался сообщником, но поначалу избежал ареста.
Парри был арестован в 1989 году в Фуэнхироле, в Испании, и через год возвращен в Великобританию, где ему было предъявлено обвинение в незаконном обороте более 16 миллионов фунтов стерлингов. В 1991 году он предстал перед судом вместе с Перри, Жаклин, первой женой МакЭвоя, Патриком Кларком и Джин Сэвидж. Перри обвинили в отмывании 7,5 миллионов фунтов стерлингов, Кларка и его сына — 4,5 миллиона фунтов стерлингов, а Сэвиджа — 2,5 миллиона фунтов стерлингов. Предполагалось, что бывшая жена Макэвоя получила выгоду от дома, который купил ей бывший муж. Присяжным не удалось вынести вердикт МакЭвой, но её дом был конфискован.

## Приговоры
Энтони Блэк
Блэк был приговорен к шести годам за грабеж.
Микки МакЭвой, Брайан Робинсон
В декабре 1984 года МакЭвой и Робинсон были приговорены к 25 годам тюремного заключения за вооруженное ограбление судом в Олд-Бейли.
МакЭвой и Робинсон были освобождены из тюрьмы в 2000 году.
Кеннет Ной, Гарт Чаппелл, Брайан Ридер, Маттео Константино
В 1986 году Ной был признан виновным в сговоре с целью незаконного оборота золота Бринкс-Мэт, оштрафован на 500 000 фунтов стерлингов плюс 200 000 фунтов стерлингов и приговорён к 14 годам тюремного заключения. Он отсидел семь лет, и был освобождён в 1994 году.
Чаппелл был заключен в тюрьму на десять лет за сговор с целью оборота краденого и оштрафован на 200 000 фунтов стерлингов, а Ридер заключен в тюрьму на восемь лет. Все трое также были признаны виновными в преступном сговоре с целью уклонения от уплаты НДС.
Константино был признан виновным в мошенничестве с НДС, но был оправдан в сговоре с целью оборота краденого. Его приговорили к 12 месяцам лишения свободы условно.
Майкл Релтон, Кэтлин МакЭвой
В июле 1988 года Майкл Релтон был осужден за помощь в отмывании доходов и заключен в тюрьму на 12 лет. Кэтлин МакЭвой была признана виновной в сговоре с целью оборота краденого золота, но была приговорена только к 18 месяцам условного тюремного заключения.
Гордон Парри, Брайан Перри, Патрик Кларк и Джин Сэвидж
В августе 1992 года Гордон Парри, Брайан Перри, Патрик Кларк и Джин Сэвидж были приговорены судом в Олд-Бейли. Парри был заключен в тюрьму на десять лет, Перри на девять, Кларк на шесть и Сэвидж на пять лет.
В 2001 году, через несколько месяцев после выхода из тюрьмы, Перри был застрелен.

## Возмещение убытков

### Золото
Попытки МакЭвоя заключить сделку по возврату своей доли денег в обмен на смягчение приговора не увенчались успехом, поскольку к тому времени деньги исчезли. Несмотря на рекордное вознаграждение в размере двух миллионов фунтов стерлингов, предложенное за обнаружение золота, большая часть из трёх тонн украденного золота так и не была возвращена. В Банке Англии нашли золото на сумму 1 миллион фунтов стерлингов. В 1996 году считалось, что около половины золота, часть которого была переплавлена, вернулось на законный рынок золота, включая резервы истинных владельцев, Джонсона Матти. Согласно BBC, некоторые утверждают, что любой, кто носит золотые украшения, купленные в Великобритании после 1983 года, вероятно, носит Brink’s-Mat. Считается, что остальное золото было захоронено.
Lloyd’s of London произвела рекордную страховую выплату в размере 26 миллионов фунтов стерлингов.

### Наличные денежные средства и другие активы
К 1995 году у 57 человек были заморожены активы, включая дома и нефтяную скважину в Канзасе. Страховщики вернули 16 миллионов фунтов стерлингов, в том числе 3 миллиона фунтов стерлингов от Ноя. В январе 1995 года Высокий суд обязал МакЭвоя выплатить 27 488 299 фунтов стерлингов, возложив на него ответственность за всю украденную сумму. Несмотря на то, что Уайт был оправдан в ограблении, в 1995 году Высокий суд также приказал ему выплатить украденные 26 миллионов фунтов стерлингов и 2,2 миллиона фунтов стерлингов в качестве компенсации, а его жене было приказано выплатить 1,1 миллиона фунтов стерлингов. Судья сказал, что он удовлетворен тем, что Уайт был причастен к планированию ограбления. К 2004 году было возвращено в общей сложности 25 миллионов фунтов стерлингов.

### Поддельные краденые золотые слитки
21 декабря 1983 года, менее чем через четыре недели после ограбления, полиция Австрии арестовала пятерых мужчин, четверых итальянцев и одного австрийца в отеле в Вене. Полиция также обнаружила десять золотых слитков с аффинажным клеймом и серийными номерами слитков, похищенных при ограблении Brink’s-Mat. 
По заявлению представителя полиции, слитки были подделками из вольфрама с золотым покрытием и, следовательно, не могли быть украденными золотыми слитками Джонсона Матти. Он сказал, что арестованные планировали путем обмана заявить, что они участвовали в ограблении в Хитроу. Не было дано никаких объяснений относительно того, как фальшивомонетчики получили неопубликованные серийные номера слитков, а также о том, какую выгоду они могли извлечь от реализации подделок.

### Панамские документы
Согласно Панамским документам, Гордон Парри отмыл крупные суммы наличных денег, полученных в результате ограбления, после утилизации золота, которые показывают, что оффшорная финансовая посредническая фирма в Джерси под названием Center Services обратилась к Mossack Fonseca с просьбой создать панамскую компанию через 12 месяцев после ограбления в Хитроу от имени неназванного клиента. По указанию Парри миллионы фунтов стерлингов были переведены через созданную компанию Feberion и другие подставные компании через банки в Швейцарии, Лихтенштейне, Джерси и на острове Мэн. Считается, что человек, внесший 500 000 фунтов стерлингов наличными в банк Гонконга и Шанхая, был печально известным вооруженным грабителем Дэвидом Муром.
В Feberion были назначены два номинальных директора из Сарка, после чего компания выпустила две акции на предъявителя. Парри использовал офшорные фирмы и переработал средства, которые, как утверждается, составили 10,7 миллиона фунтов стерлингов, посредством сделок с землей в Лондонских доках, некоторыми зданиями, которые раньше были частью Челтнемского женского колледжа, фермерским домом в Кенте для подруги МакЭвоя Кэтлин Микок и дом за 400 000 фунтов стерлингов для себя и своей семьи, Crockham House, недалеко от Чартвелла, графство Кент. Столичная полиция провела обыск в офисах Center Services в конце 1986 года в сотрудничестве с властями Джерси, изъяла документы и две акции на предъявителя Feberion. 
В 1987 году Юрген Моссак, руководитель юридической фирмы, восстановил контроль над компанией путем размытия доли. Парри назначил новый состав директоров Feberion, которым было поручено выпустить 98 новых акций Western Cross Inc, подставной компании, контролируемой Парри или его партнерами. В 1995 году адвокаты Brink’s-Mat наконец взяли под контроль Feberion и её активы. Crockham House был продан и вновь приобретен женой Пэрри, Ирен Бомонт.

## Крах Johnson Matthey Bankers Ltd
30 сентября 1984 года, менее чем через год после ограбления Brink’s-Mat, банковское и золототорговое подразделение Джонсон Мэтти (Johnson Matthey Bankers Ltd) обанкротилось и было передано Банку Англии для защиты целостности лондонского рынка золота. Убытки составили более 300 миллионов долларов США. Банк Джонсон Мэтти в течение нескольких лет выдавал очень крупные кредиты мошенникам и неплатежеспособным предприятиям, и в его отчетах были серьёзные и необъяснимые пробелы. Для расследования действий банка и некоторых его клиентов была привлечена группа по мошенничеству.

## «Проклятье»
Так называемое «Проклятье Бринкс-Мэт» или «Проклятье миллионов Бринкс-Мэт» относится к расстрелу нескольких мужчин, которые предположительно были причастны к этому. Члены преступного мира Лондона считали, что эти смерти связаны с отмыванием золота.
- В 1990 году бывший казначей Великого ограбления поезда Чарли Уилсон переехал в Марбелью, Испания, где его подозревали в причастности к контрабанде наркотиков[58][59]. Занимаясь отмыванием части доходов от ограбления Brink’s-Mat, он потерял 3 миллиона фунтов стерлингов инвесторов. 23 апреля 1990 года Уилсон был застрелен[60].
- Ник Уайтинг, старый школьный друг Ноя, которого допрашивали по поводу отмывания денег, был найден мертвым в 1990 году после того, как в него дважды выстрелили и зарезали[61].
- Дональд Уркхарт был одним из отмывателей доходов от ограбления; он был застрелен в январе 1993 года на Мэрилебон-Хай-стрит в центре Лондона[62][63]. Информатор Кеннет Риган помог полиции с информацией об убийстве Уркхарта[64]. Впоследствии Грэм Уэст был заключен в тюрьму за убийство Уркхарта, как и его сообщник — Джеффри Хит, спланировавший убийство[65].
- В 1996 году Кит Хедли, подозреваемый в отмывании денег, в доме которого в ходе следствия был произведен обыск, был застрелен на своей яхте в Средиземном море[61].
- 5 декабря 1998 года Солли Нахоме, ювелир из Хаттон-Гарден, был застрелен возле своего дома[1]. Нахоме был «финансистом» и партнером семьи Адамс, которых также подозревали в причастности к отмыванию золота Бринкс-Мэт. Перед его убийством партнер Нахоме и ювелир Гилберт Винтер исчез из дома, в котором он жил со своей девушкой, 9 марта 1998 года. Считалось, что Нахоме и Винтер были убиты из-за исчезновения 800 000 фунтов стерлингов в результате сделки с каннабисом, в то время как предполагалось, что конкурирующая банда убила Нахоме и Винтера, чтобы вызвать разрыв.
- В ноябре 2001 года Брайан Перри получил три выстрела в голову в Дептфорде[1][61][66].
- 14 мая 2003 года Джоном О’Флинном застрелил Джорджа Фрэнсиса возле его курьерской конторы в Бермондси[1][66][67]. Фрэнсис был бывшим соратником Близнецов Крей и, как полагали, был причастен к отмыванию золота. В мае 1985 года Фрэнсис пережил покушение на свою жизнь, при этом его ранили в плечо через барную стойку в гостинице «Генрих VIII» в Хевере, которой он управлял, после того, как якобы не заплатил 100 000 фунтов стерлингов за то, чтобы присяжные оправдали Ленни Уоткинса по прозвищу «Плюшевый мишка», которого судили за убийство Питера Беннета, таможенного следователя, застреленного Уоткинсом в драке[68].
- 24 июня 2015 года был застрелен Джон Палмер по прозвищу «Голдфингер»[67].

## В поп-культуре
- В 1992 году был выпущен телевизионный фильм «Золото дураков», основанный на ограблении, в котором МакЭвоя сыграл Шон Бин[69].
- В 1994 году Роджер Кук разоблачил Джона Палмера за его участие в ограблении во время выпуска The Cook Report под названием «Человек из прачечной».
- 4 ноября 2003 года Channel 4 показал документальный фильм об ограблении Brinks Mat: The Greatest Heist[70].
- В 2007 году Уилл Пирсон опубликовал книгу «Смертельный приговор: Кеннет Нойе, ограбление Бринкс-Мэт и золото», в которой содержится увлекательный рассказ об ограблении, погоне и осуждении, а также о личных трагедиях и иронии судьбы[71].
- В 2010 году документальный фильм был показан в телесети Crime+Investigation UK[72].
- Clarkson, Wensley. The Curse of Brink's-Mat: Twenty-five Years of Murder and Mayhem - The Inside Story of the 20th Century's Most Lucrative Armed Robbery :  [англ.]. — Quercus Publishing, 29 March 2012. — ISBN 978-1-84916-650-8.[73]
- 4 февраля 2017 года на 5 канале был показан документальный фильм, обновляющий события, в том числе о смерти Джона Палмера. В новом документальном фильме были приведены свидетельства из первых рук охранников, дежуривших утром в день ограбления, а также от сотрудников, занимавшихся этим делом.
- 1 апреля 2017 года на BBC Radio 4 была показана драма " Ограбление в Хаттон-Гардене ", в которой рассказывалось о событиях ограбления Brink’s-Mat[74].
- В 2022 году на канале 4 был показан фильм «Проклятье»[75][76][77], написанный продюсерами и сценаристами сериала «Люди просто ничего не делают», в котором экранизованы аспекты ограбления Бринкс-Мэт[78].
- В 2023 году Пятый канал показал документальный фильм, в котором были рассказы из первых рук охранников, дежуривших утром в день ограбления, а также офицеров, занимавшихся этим делом[79].
- 1 февраля 2023 года BBC Five Live начала транслировать документальный фильм и подкаст из 6 частей в рамках своего сериала « Гангстер» о Джоне Палмере и событиях, связанных с ограблением[80].
- 12 февраля 2023 года BBC One начала транслировать шестисерийную драму под названием «Золото», вдохновленную ограблением[81], с Шарлоттой Спенсер, Домиником Купером, Хью Бонневиллем и Джеком Лауденом в главных ролях[82][83].